# Theodosius I

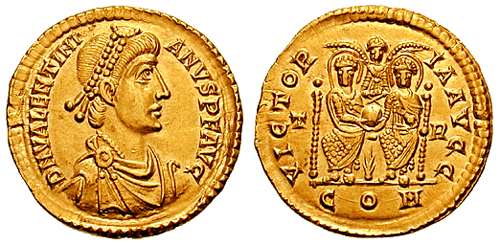
Theodosius I

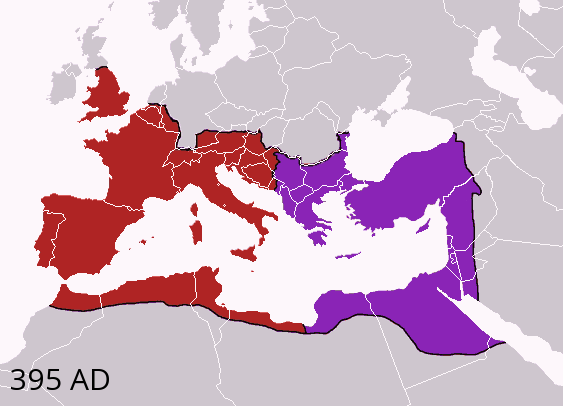
Riket under Theodosius tid.

Theodosius I, även känd som Theodosius den store, född 11 januari 347 i Coca, Spanien, död 17 januari 395 i Milano, var en romersk general som valdes till romersk kejsare och regerade från 379 till sin död. Theodosius var den siste kejsaren som regerade över hela det Romerska riket. Han är även känd som den kejsare som gjorde kristendomen till statsreligion.

## Biografi
Theodosius var son till den romerske fältherren Flavius Theodosius, som under kejsar Valentinianus krigade i Britannien och Afrika men blev avrättad år 376 på befallning av kejsar Gratianus. Han utmärkte sig under faderns fälttåg, och utnämndes efter att kejsar Valens stupat i strid mot goterna vid Adrianopel år 378 av Gratianus till medkejsare år 379 över imperiets östra del med särskilt ansvar för att reda upp situationen med goterna. Han hejdade goternas anfall, tillät en del av dem att bosätta sig inom rikets gränser och bringade lugn och ordning i förhållandena. Han kom till en överenskommelse med goterna som fick bosätta sig på Balkan samtidigt som de försvarade de romerska gränserna där.
Kejsar Theodosius är känd för att ha förföljt hedendomen och arianismen, avskaffat religionsfriheten och gjort kristendomen till officiell statsreligion i hela riket. Han sammankallade 381 det Första konciliet i Konstantinopel. Han anses också ha givit tillstånd till den kristne ärkebiskopen i Alexandria, Theofilos att förstöra Serapeion-templet i Alexandria år 389. År 391 lät Theodosius släcka den eviga elden i Vestatemplet och förbjöd vestalerna att fortsätta sin verksamhet. [källa behövs]Han förbjöd också de olympiska spelen 393 med förevändningen att det var en hednisk festival.
Sedan fältherren Magnus Maximus gjort uppror mot Gratianus, som blev mördad 383, och fördrivit Valentinianus II måste Theodosius till en början erkänna Maximus som kejsare i Västerlandet. Maximus besegrades dock av Theodosius som återinsatte Valentinianus. Denne avled i Gallien under oklara omständigheter[källa behövs] 392 och Theodosius fick då åter ingripa. Efter ett häftigt, men snart avslutat krig 394, blev Theodosius härskare över hela Romerska riket, som nu för sista gången var samlat under en kejsare. Theodosius förordnade att riket efter hans död skulle delas mellan hans två söner, med Arcadius över den östliga delen och Honorius över den västliga.

### Fotnoter
1. ↑  Hydatius, Chronicle of Hydatius.[källa från Wikidata]
2. 1 2  Zosimos, Νέα Ἱστορία.[källa från Wikidata]
3. ↑  Anonymous (Continuation of Marcellinus Comes), Continuation of the Chronicon of Marcellinus Comes.[källa från Wikidata]
4. ↑  Edward Gibbon, The History of the Decline and Fall of the Roman Empire, 1776, läs online.[källa från Wikidata]
5. ↑  Arcadius, Realnyj slovar klassitjeskich drevnostej po Ljubkeru.[källa från Wikidata]
6. ↑  Union List of Artist Names, 30 november 2014, ULAN: 500271154, läs online, läst: 22 maj 2021.[källa från Wikidata]
7. ↑  Theodosius, Realnyj slovar klassitjeskich drevnostej po Ljubkeru.[källa från Wikidata]
8. 1 2 3 4   Nordisk familjebok / Uggleupplagan. "28. Syrten-vikarna - Tidsbestämning". 1919. sid. 1073-1074. https://runeberg.org/nfch/0567.html. Läst 21 juni 2020
9. 1 2 3  Andersen, Øivind (2020-02-26). ”Theodosius den store” (på norskt bokmål). Store norske leksikon. http://snl.no/Theodosius_den_store. Läst 21 juni 2020.